# 60分鐘 (中視)
台灣版的《60分鐘》為中國電視公司（中視）新聞部製播的一個新聞雜誌節目，以中視美國姊妹台哥倫比亞廣播公司（CBS）新聞雜誌節目《60分鐘》為藍本，1978年8月25日20:00開播，1992年10月9日停播，第一集主持人為李鍾桂，歷屆主持人有王曉祥、熊旅揚、翟翬、湯健明等，而爭議人物郭冠英早年曾長期擔任執行製作。從王曉祥時期到熊旅揚時期的開場音樂，是以Santa Esmeralda〈The House of The Rising Sun & Quasimodo Suite〉(14:57版本) 10:47-12:22 段落為主旋律加音效而成；從翟翬時期開始，開場音樂改為罐頭音樂。

## 歷史

### 第一代
1978年8月25日至1981年10月31日，《60分鐘》播出時間為每星期五20:00～21:00。1980年9月22日，《紐約時報》以巨幅專文介紹播出2週年的《60分鐘》，《60分鐘》成為第一個被歐美報章雜誌專文介紹的台灣電視節目。
1981年3月29日，依據中視新聞部經理吳東權的構想，《60分鐘》在美國洛杉磯成立第一支國外製作小組，負責專題報導美國新聞事件，成立時組員有在美國留學的電影學人楊敦平（擔任組長）、任職行政院新聞局駐洛杉磯新聞處的影評人李祐寧、中視駐美國西岸記者楊文華、半退休的電影人鄭佩佩、長居美國的前電影演員郎雲、前中視助理導播宋秀蘭；該年的第53屆奧斯卡金像獎頒獎日，該小組製作總長30分鐘的奧斯卡金像獎專題，製作人員有楊文華、楊敦平、李祐寧等，是該小組首次採訪作業。
1981年11月7日至1983年8月19日，《60分鐘》播出時間為每星期六20:00～21:00。1983年8月26日，《60分鐘》因增強內容，延長長度為90分鐘，改名為《中視新聞週刊》（CTV News Week），簡稱《90分鐘》。《中視新聞週刊》新增時事評述單元〈當前話題〉，由熊旅揚負責，內容是報導及評論熱門新聞事件，每一個話題談五分鐘。1984年，《中視新聞週刊》改名為《90分鐘》（CTV 90 Minutes）。
1990年5月4日，《90分鐘》縮短長度為60分鐘，改名為《60分鐘》，湯健明擔任執行製作與主持人，而《90分鐘》關於時事分析報導的內容改放入每星期二播出的《國事座談》。此時期《60分鐘》播出時間為每星期五21:30～22:30。
1991年9月6日，《60分鐘》開闢〈中視藝文廣場〉和〈數字會說話〉極短篇。
1992年3月6日，《60分鐘》專題報導本年2月25日在新加坡舉辦的1992年亞洲航太展，主持人翟翬帶領製作小組前往展場實地採訪，展場採訪行程總計6天，是臺灣媒體首次實地採訪國際航太軍事展覽；翟翬在展場採訪中接受北京電視台採訪，是中視首度接受中華人民共和國電視廣播媒體採訪；製作小組在展場採訪行程後，獲得新加坡國防部首肯，另以2天時間採訪新加坡的國防工業及三軍武裝部隊現況。
1992年10月9日，《60分鐘》停播。

### 第二代
2015年3月4日，《60分鐘》第二代版本開播，由黃國瑋擔任主持人，播出時間為每週三23:00～00:00。但節目開播不久，因中視多次節目調整，導致播出時間異動頻繁：
1. 4月9日－6月18日：每週四00:00～01:00
2. 6月27日－8月8日：每週六18:00～19:00
3. 8月22日－2016年8月6日：每週六12:30～13:30
4. 2016年8月13日－2020年2月1日：每週六13:00～14:00

2015年12月12日，黃國瑋因生涯規劃請辭，方彥迪接任《60分鐘》主持人。
2020年2月8日，《60分鐘》改為每週六20:00～21:00於中視新聞台首播。2020年2月22日，《60分鐘》停播。2020年10月10日，《60分鐘》在中視主頻於每週六14:00－15:00復播。

## 得獎
1980年第15屆金鐘獎，《60分鐘》獲得電視金鐘獎教育文化性節目獎與攝影剪輯獎，後者得獎人是張照堂。
1981年第16屆金鐘獎，《60分鐘》獲得電視金鐘獎教育文化性節目獎與新聞節目主持人獎，後者得獎人是熊旅揚。
1983年第18屆金鐘獎，《60分鐘》獲得電視金鐘獎剪輯獎，得獎人是高惠宗。
1983年9月7日，中國國民黨中央文化工作會主任周應龍蒞臨中視，頒獎給《新聞眼》與《60分鐘》。
2015年7月22日，第41屆曾虛白先生新聞獎暨2015台達能源與氣候特別獎入圍名單揭曉，《60分鐘》的專題〈省下一座核電廠？〉入圍台達能源與氣候特別獎新聞媒體組電視類（入圍者：黃芷庭、李芳恩、簡維宏、倪世鋼、林玠汝、史偉璞）。
2016年10月28日，第42屆曾虛白先生新聞獎暨2016台達能源與氣候特別獎得獎名單揭曉，《60分鐘》的專題〈極端考驗 下一個烏來〉獲得台達能源與氣候特別獎新聞媒體組電視類（得獎者：溫鈺萍、凃鴻恩、彭淑卿、倪世鋼、俞聖行、黃逸帆）。
2016年《白袍的汗與淚 塵暴半年紀事》榮獲台灣醫療優質形象獎
2016年《誰讓孩子哭泣？》榮獲優質新聞獎
2017年《搶救白色巨塔 改革不要半套》榮獲醫療優質形象獎
2017年《聰明喝牛奶 該知的秘密》榮獲消費者權益報導獎
2018年《提早報到 小腳ㄚ邁大步》榮獲台灣醫療報導獎特優
2018年《無罪？！不容妥協清白路》榮獲平冤新聞獎
2018年《機車王國 奪命殺手》榮獲消費者權益報導獎佳作
2019年《文創領軍大翻轉》榮獲文創產業新聞獎
2019年《設專法 營養午餐革命》榮獲消費者權益報導獎優勝
2019年《解碼豬瘟 防疫大作戰》榮獲現代財經獎佳作
2020年《進擊的鬥士》榮獲台灣扶輪公益新聞金輪獎佳作
2020年《愛在偏鄉 醫療不能等》榮獲台灣醫療報導獎特優
2020年《危老條例 老屋督更曙光》榮獲現代財經獎佳作

## 播出時間

### 首播
| 頻道       | 所在地 | 播映日期                      | 播出時間           |
| ---------- | ------ | ----------------------------- | ------------------ |
| 中視主頻   | 臺灣   | 2015年3月4日-2015年4月2日     | 每週三23:00－24:00 |
| 中視主頻   | 臺灣   | 2015年4月9日-2015年7月4日     | 每週四24:00－01:00 |
| 中視主頻   | 臺灣   | 2015年7月11日-2015年8月15日   | 每週六18:00－19:00 |
| 中視主頻   | 臺灣   | 2015年8月22日-2016年8月6日    | 每週六12:30－13:30 |
| 中視主頻   | 臺灣   | 2016年8月13日-2020年2月1日    | 每週六13:00－14:00 |
| 中視新聞台 | 臺灣   | 2016年8月13日-2019年8月31日   | 每週六22:00－23:00 |
| 中視新聞台 | 臺灣   | 2019年9月7日-2020年2月22日    | 每週六20:00－21:00 |
| 中視主頻   | 臺灣   | 2020年10月10日-2020年12月26日 | 每週六14:00－15:00 |
| 中視主頻   | 臺灣   | 2021年1月2日-2021年2月6日     | 每週六14:00－14:30 |
| 中視主頻   | 臺灣   | 2021年3月6日-2025年5月31日    | 每週六14:00－15:00 |
| 中視主頻   | 臺灣   | 2025年6月8日-至今             | 每週日13:00－14:00 |

## 節目開場&結尾
- 主持人方彥迪開場：歡迎鎖定60分鐘，我是方彥迪
- 主持人方彥迪 結尾：時事議題面面觀 全方位深度聚焦，60分鐘將繼續帶您，檢視政策 把關權益，感謝您的收看，我是方彥迪 我們下週見

## 節目列表
| 集數    | 播出日期   | 節目主題 |
| ------- | ---------- | --- |
| 第01集  | 2015-03-04 | 都更正義VS不正義 |
| 第02集  | 2015-03-11 | 機車島爭路權 |
| 第03集  | 2015-03-18 | 省一座核電場？ |
| 第04集  | 2015-03-25 | PM2.5全民公敵 |
| 第05集  | 2015-04-01 | 預列柯P200天清單 |
| 第06集  | 2015-04-11 | 航空城空笑夢 |
| 第07集  | 2015-04-18 | 你是下個醫療難民？ |
| 第08集  | 2015-04-25 | 你敢生嗎？扛不起的未來！ |
| 第09集  | 2015-05-02 | 低薪過勞誰的錯？ |
| 第10集  | 2015-05-09 | 終結高房價 |
| 第11集  | 2015-05-16 | 監視器開單行不行 |
| 第12集  | 2015-05-23 | 網癮.毒癮救救孩子 |
| 第13集  | 2015-05-30 | 營養午餐只能這樣？ |
| 第14集  | 2015-06-06 | 教改21年打掉重練？！ |
| 第15集  | 2015-06-13 | 搶救人才危機 |
| 第16集  | 2015-06-20 | 長照．為尊嚴而戰 |
| 第17集  | 2015-07-01 | MERS台灣防疫體檢 |
| 第18集  | 2015-07-08 | 修復式正義？！ |
| 第19集  | 2015-07-11 | 亂世重典台灣行嗎？ |
| 第20集  | 2015-07-18 | 托育亂象 |
| 第21集  | 2015-07-25 | 打房最後一哩路 |
| 第22集  | 2015-08-01 | 高雄氣爆重生路 |
| 第23集  | 2015-08-08 | 極端氣候啟示錄 |
| 第24集  | 2015-08-22 | 誰讓孩子哭泣？ |
| 第25集  | 2015-08-29 | 一帶一路不可不知 |
| 第26集  | 2015-09-05 | 債留子孫Yes or No? |
| 第27集  | 2015-09-12 | 極端考驗下一個烏來 |
| 第28集  | 2015-09-19 | 搶人才！人留東南亞 |
| 第29集  | 2015-09-26 | 台灣軟實力競逐世界 |
| 第30集  | 2015-10-03 | 大缺藥！有錢買不到（上） |
| 第31集  | 2015-10-17 | 大缺藥！有錢買不到（下） |
| 第32集  | 2015-10-24 | 冤獄？！等待明天 |
| 第33集  | 2015-10-31 | 技職翻轉一片天 |
| 第34集  | 2015-11-07 | 台灣大未來關鍵2016重啟核電日本何能核能？！ |
| 第35集  | 2015-11-14 | 全面廢核德國何能？ |
| 第36集  | 2015-11-21 | 入TPP農殤再起？（上） |
| 第37集  | 2015-11-28 | 入TPP農殤再起？（下） |
| 第38集  | 2015-12-05 | 聽海哭的聲音-漁業浩劫 |
| 第39集  | 2015-12-12 | 減碳救地球！ |
| 第40集  | 2015-12-19 | 白袍的汗與淚塵爆半年紀實 |
| 第41集  | 2015-12-26 | 穿越台灣五千年—考古揭秘 |
| 第42集  | 2016-01-02 | 共享經濟來臨你準備好了嗎？ |
| 第43集  | 2016-01-09 | 一帶一路不可不知系列二 |
| 第44集  | 2016-01-16 | 捍衛食安基本人權 |
| 第45集  | 2016-01-23 | 全面迎戰TPP |
| 第46集  | 2016-02-06 | 體檢救災最前線 |
| 第47集  | 2016-02-13 | 台灣航太要打世界盃 |
| 第48集  | 2016-02-20 | 紫爆台灣要命PM2.5 |
| 第49集  | 2016-02-27 | 互聯網經濟台灣卡位戰 |
| 第50集  | 2016-03-05 | 搶救崩壞高教 |
| 第51集  | 2016-03-12 | 凍卵？！留一線＂生＂機 |
| 第52集  | 2016-03-19 | 親愛的如果我老了 |
| 第53集  | 2016-03-26 | 台灣婚紗王國下一步 |
| 第54集  | 2016-04-02 | 開門？鎖國？人才開打 |
| 第55集  | 2016-04-09 | 突圍紅色供應鏈 |
| 第56集  | 2016-04-16 | 關鍵女力姐姐妹妹站出來 |
| 第57集  | 2016-04-23 | 撇浩鼎風暴生技是王牌 |
| 第58集  | 2016-04-30 | 愛的禮物病人自主權利法 |
| 第59集  | 2016-05-07 | 人工智慧來了淘金潮vs.失業潮 |
| 第60集  | 2016-05-14 | 新政府必知的台灣優勢 |
| 第61集  | 2016-05-21 | 在國際舞台發光高手來自民間（上） |
| 第62集  | 2016-05-28 | 南海仲裁新海上爭霸 |
| 第63集  | 2016-06-04 | 創新翻轉台灣 |
| 第64集  | 2016-06-11 | 文創台灣走出去 |
| 第65集  | 2016-06-18 | 等待．居住正義元年 |
| 第66集  | 2016-06-25 | 影視華流世界攻略揭秘 |
| 第67集  | 2016-07-02 | 金鼎40特別企劃（上集） |
| 第68集  | 2016-07-09 | 金鼎40特別企劃（下集） |
| 第69集  | 2016-07-16 | 翻轉學習教育新革命 |
| 第70集  | 2016-07-23 | 台灣＂二勢力＂接班戰新局（上） |
| 第71集  | 2016-08-06 | 決戰里約中華英雄點將錄 |
| 第72集  | 2016-08-13 | 決戰里約中華跆拳奪金史 |
| 第73集  | 2016-08-27 | 台灣＂二勢力＂接班戰新局（下） |
| 第74集  | 2016-09-03 | 新南向政策大解析 |
| 第75集  | 2016-09-10 | 台灣百年真功夫（上） |
| 第76集  | 2016-09-17 | 數位經濟台灣新藍海 |
| 第77集  | 2016-09-24 | 國際發光高手在民間（下） |
| 第78集  | 2016-10-01 | 把夢想做大集資買單 |
| 第79集  | 2016-10-08 | 台灣百年真功夫（下） |
| 第80集  | 2016-10-15 | 小資本大未來微型創業攻略 |
| 第81集  | 2016-10-22 | 品格教育從心開始 |
| 第82集  | 2016-10-29 | 台灣石斑的十字路口 |
| 第83集  | 2016-11-05 | 翻轉升級技職頭頂一片天 |
| 第84集  | 2016-11-12 | 失速老化長照只准成功 |
| 第85集  | 2016-11-19 | 世界的唐獎看見大師風範 |
| 第86集  | 2016-11-26 | 讓文創遍地開花 |
| 第87集  | 2016-12-03 | 不只是路邊攤 |
| 第88集  | 2016-12-10 | 長照罩不到的孤兒 |
| 第89集  | 2016-12-17 | 2017互聯網大趨勢 |
| 第90集  | 2016-12-24 | 巴黎協議後洪水來臨前 |
| 第91集  | 2016-12-31 | 數位商機小公司賺大錢 |
| 第92集  | 2017-01-07 | 循環經濟垃圾變黃金 |
| 第93集  | 2017-01-14 | 告急！誠徵現代農夫！ |
| 第94集  | 2017-01-21 | 街頭起步熱血逐夢 |
| 第95集  | 2017-01-28 | 轉型拚觀光他山之石 |
| 第96集  | 2017-02-04 | 台南強震週年奮勇再起 |
| 第97集  | 2017-02-11 | 一例一休沒解決的事 |
| 第98集  | 2017-02-18 | 新電業法請問電價漲不漲？！ |
| 第99集  | 2017-02-25 | 年金改革關鍵一役 |
| 第100集 | 2017-03-04 | 揭秘網紅直播ING |
| 第101集 | 2017-03-11 | 老屋都更拼最後一哩路 |
| 第102集 | 2017-03-18 | 孩子別哭用愛守護成長 |
| 第103集 | 2017-03-25 | 軌道經濟帶頭衝 |
| 第104集 | 2017-04-01 | 偏鄉教育苦等轉型正義 |
| 第105集 | 2017-04-08 | 為水而戰-你準備好了嗎？ |
| 第106集 | 2017-04-15 | 創意鍊金術 |
| 第107集 | 2017-04-22 | 物流革命誰是職場新貴？！ |
| 第108集 | 2017-04-29 | 台灣小農打入世界盃 |
| 第109集 | 2017-05-06 | 揭秘萬萬稅 |
| 第110集 | 2017-05-13 | 產學聯手瞄準大趨勢（上） |
| 第111集 | 2017-05-20 | 產學聯手瞄準大趨勢（下） |
| 第112集 | 2017-05-27 | 世紀之毒大追蹤 |
| 第113集 | 2017-06-03 | 搶救白色巨塔改革不要半套 |
| 第114集 | 2017-06-10 | 小零件大關鍵擦亮MIT |
| 第115集 | 2017-06-17 | 老屋新創再現風華 |
| 第116集 | 2017-06-24 | 司法冤大頭？！等待天命 |
| 第117集 | 2017-07-01 | 老闆好賺創意鍊金術 |
| 第118集 | 2017-07-15 | 工業4.0工廠變聰明 |
| 第119集 | 2017-07-22 | 台灣二勢力拼出競爭力 |
| 第120集 | 2017-07-29 | 運動員轉身下半場人生 |
| 第121集 | 2017-08-05 | 變色山河看見台灣毒害 |
| 第122集 | 2017-08-12 | 科技革命翻轉農漁牧 |
| 第123集 | 2017-08-19 | 聽老屋說故事 |
| 第124集 | 2017-08-26 | 網路高手在民間 |
| 第125集 | 2017-09-02 | 波音747-400客機榮退全記錄 |
| 第126集 | 2017-09-09 | 聰明喝牛奶該知的秘密 |
| 第127集 | 2017-09-16 | 零撲殺然後呢？ |
| 第128集 | 2017-09-23 | 360行 奇怪？不奇怪！ |
| 第129集 | 2017-09-30 | 南向！西進！跨國產學商機 |
| 第130集 | 2017-10-07 | 七年級老闆的生意經 |
| 第131集 | 2017-10-14 | 共享單車戰 全球怎麼玩？ |
| 第132集 | 2017-10-21 | 你我沒有浪費的本錢 |
| 第133集 | 2017-10-28 | 機車王國 奪命殺手 |
| 第134集 | 2017-11-04 | 農業革命 農業新魅力 |
| 第135集 | 2017-11-11 | 抓蚊子 體檢台灣觀光 |
| 第136集 | 2017-11-18 | 未來工作＂薪＂契機 |
| 第137集 | 2017-11-25 | ＂守護偏鄉 教育可以不一樣＂ |
| 第138集 | 2017-12-02 | 拼撤黃牌 漁業王國硬起來 |
| 第139集 | 2017-12-09 | 群聚力量 翻轉在地新勢力 |
| 第140集 | 2017-12-16 | 金商榮耀 轉動台灣經濟 |
| 第141集 | 2017-12-23 | 老外愛台灣 精彩第二人生 |
| 第142集 | 2017-12-30 | 零撲殺後 為牠找個家 |
| 第143集 | 2018-01-06 | 青農返鄉 台灣有機革命 |
| 第144集 | 2018-01-13 | 違建/危見 生死一線 |
| 第145集 | 2018-01-20 | 加薪？！幸福企業帶頭拚 |
| 第146集 | 2018-01-27 | 空污好髒大口呼吸好毒 |
| 第147集 | 2018-02-03 | 弱勢不孤單 用愛守護他 |
| 第148集 | 2018-02-10 | 創意無限 讓公園不一樣 |
| 第149集 | 2018-02-27 | 後代接棒 老招牌新靈魂 |
| 第150集 | 2018-03-03 | 重燃木匠魂 台灣新文藝復興 |
| 第151集 | 2018-03-10 | 提早報到 小腳丫邁大步 |
| 第152集 | 2018-03-17 | 永遠少衣件 浪費看不見 |
| 第153集 | 2018-03-24 | 再生好點子 綠金新商機 |
| 第154集 | 2018-03-31 | 買菜趣 傳統市場新革命 |
| 第155集 | 2018-04-07 | 找回百年技藝與記憶（上） |
| 第156集 | 2018-04-14 | 找回百年技藝與記憶（下） |
| 第157集 | 2018-04-21 | 生態消失中 搶救瀕危生物 |
| 第158集 | 2018-04-28 | 翻轉偏鄉 重燃棒球魂 |
| 第159集 | 2018-05-05 | 特色科系 畢業變就業 |
| 第160集 | 2018-05-12 | 離島醫療 捍衛救命最前線 |
| 第161集 | 2018-05-19 | 企業翻身 MIT真實力 |
| 第162集 | 2018-05-26 | 無罪？！不容妥協清白路 |
| 第163集 | 2018-06-02 | 女力崛起 美麗新勢力 |
| 第164集 | 2018-06-09 | 震後花蓮 後山再起 |
| 第165集 | 2018-06-16 | 戰空污 全民爭一口氣 |
| 第166集 | 2018-06-23 | 文創鐵道 一起追火車 |
| 第167集 | 2018-06-30 | 前進帛琉 守護醫療拚外交 |
| 第168集 | 2018-07-07 | 福爾摩沙 海島拚觀光 |
| 第169集 | 2018-07-14 | 海島極端考驗 從帛琉看台灣 |
| 第170集 | 2018-07-21 | 傳統技藝迸出新創意（上） |
| 第171集 | 2018-07-28 | 台灣味 戰國際 |
| 第172集 | 2018-08-04 | 單身商機一個人也精彩 |
| 第173集 | 2018-08-11 | 走讀台灣 輕旅行 |
| 第174集 | 2018-08-18 | 二代接班 老招牌新品牌 |
| 第175集 | 2018-08-25 | 傳統技藝迸出新創意（下） |
| 第176集 | 2018-09-01 | 把夢想變事業 |
| 第177集 | 2018-09-08 | 政府幫忙養？！你敢生嗎？ |
| 第178集 | 2018-09-15 | 翻轉農村新亮點 |
| 第179集 | 2018-09-22 | 愛到失控 重修情感學分 |
| 第180集 | 2018-09-29 | 失速老化 從日本看台灣 |
| 第181集 | 2018-10-06 | 全球滅蚊大作戰 |
| 第182集 | 2018-10-13 | 產銷失衡 蔬果極端考驗 |
| 第183集 | 2018-10-20 | 接班大學問 二代揭新局 |
| 第184集 | 2018-10-27 | 文創領軍大翻轉 |
| 第185集 | 2018-11-03 | 影視攻略 跨界IP商機 |
| 第186集 | 2018-11-10 | 世界唐獎新里程 |
| 第187集 | 2018-11-17 | 花現台灣 綻放世界 |
| 第188集 | 2018-12-01 | 榮耀金商 轉動台灣新力量 |
| 第189集 | 2018-12-08 | 科技領軍 生活翻轉ing |
| 第190集 | 2018-12-15 | 群策群力 打造在地新風貌 |
| 第191集 | 2018-12-22 | 無人經濟 機器大進擊 |
| 第192集 | 2018-12-29 | 迎戰雙語 AI教育新革命 |
| 第193集 | 2019-01-05 | 高齡實習生 70開始新人生 |
| 第194集 | 2019-01-12 | 解碼豬瘟 防疫大作戰 |
| 第195集 | 2019-01-19 | 勇敢追夢 夢想實踐家 |
| 第196集 | 2019-01-26 | 教改？！自己孩子自己救 |
| 第197集 | 2019-02-16 | 地方創生 為鄉鎮加分 |
| 第198集 | 2019-02-23 | 農地違章 大限倒數 |
| 第199集 | 2019-03-02 | 體檢水庫 搶救水資源 |
| 第200集 | 2019-03-09 | 創意迷宮 斜槓新人生 |
| 第201集 | 2019-03-16 | 谷底翻身 轉彎第二人生 |
| 第202集 | 2019-03-23 | 孩童動起來 減糖拼健康 |
| 第203集 | 2019-03-30 | 再現紅不讓 球場經濟學 |
| 第204集 | 2019-04-06 | 沉沒島嶼 台灣陷況 |
| 第205集 | 2019-04-13 | 乾凅大地 搶救水資源 |
| 第206集 | 2019-04-20 | 最後醫哩路 |
| 第207集 | 2019-04-27 | 平凡中的偉大 |
| 第208集 | 2019-05-04 | 自駕藍海 無人新商機 |
| 第209集 | 2019-05-11 | 後世代接班 創世代新挑戰 |
| 第210集 | 2019-05-18 | 老外愛台灣 |
| 第211集 | 2019-05-25 | 循環農業 愛地球拼綠金 |
| 第212集 | 2019-06-01 | 設專法 營養午餐革命 |
| 第213集 | 2019-06-08 | 斜槓創意 地方創生 |
| 第214集 | 2019-06-15 | 不塑之客 世界垃圾島 |
| 第215集 | 2019-06-22 | 少子化危機拼商機 |
| 第216集 | 2019-06-29 | 瘋火車遊 發現台灣新視角 |
| 第217集 | 2019-07-06 | 小庶民大頭家 |
| 第218集 | 2019-07-13 | 經典再現 職人工匠魂淡 |
| 第219集 | 2019-07-20 | 鐵道秘境 軌道新經濟 |
| 第220集 | 2019-07-27 | 小人物 大逆襲 |
| 第221集 | 2019-08-03 | 窮忙族求生 扛不起漲聲 |
| 第222集 | 2019-08-10 | 旅讀農村新亮點 |
| 第223集 | 2019-08-17 | 迎戰數位 不景氣更爭氣 |
| 第224集 | 2019-08-24 | 勇敢追夢 燃燒熱血魂 |
| 第225集 | 2019-08-31 | AI當道 網路行銷王道 |
| 第226集 | 2019-09-07 | 進擊爺嬤 熱血魂 |
| 第227集 | 2019-09-14 | 懶人瘋外送 宅經濟發燒 |
| 第228集 | 2019-09-21 | 農業科技 4.0再升級 |
| 第229集 | 2019-09-28 | 百年老店 風華再現 |
| 第230集 | 2019-10-05 | 危老條例 老屋都更曙光？！ |
| 第231集 | 2019-10-12 | 台灣之光戰國際 |
| 第232集 | 2019-10-26 | 眾望所歸 中視台慶特別報導 |
| 第233集 | 2019-11-02 | 眾望所歸 中視台慶特別報導 |
| 第234集 | 2019-11-16 | 瞄準冬奧 下個台灣之光 |
| 第235集 | 2019-11-23 | 台灣好味 舌尖美味 |
| 第236集 | 2019-11-30 | 商界奧斯卡 台灣新動能 |
| 第237集 | 2019-12-07 | 誰來接班 產業存亡戰 |
| 第238集 | 2019-12-21 | 愛在偏鄉 醫療不能等 |
| 第239集 | 2019-12-28 | 美麗新勢力 |
| 第240集 | 2020-01-04 | 人造肉食代來了 |
| 第241集 | 2020-01-18 | 進擊的鬥士 |
| 第242集 | 2020-02-01 | 城鄉再造 |
| 第243集 | 2020-02-08 | 宅經濟發燒 |
| 第244集 | 2020-02-15 | 偏鄉創業 地方創生 |
| 第245集 | 2020-02-22 | 台灣神農躍國際 |
| 第246集 | 2020-09-19 | 防疫五大心升級全齡友善宅 |
| 第247集 | 2020-10-10 | 精彩全民運 幸福花蓮城 |
| 第248集 | 2020-11-28 | 商界奧斯卡 台灣動起來 |
| 第249集 | 2020-12-26 | 減煤減排 藍天再現 |
| 第250集 | 2021-03-06 | 台灣農業戰國際 |
| 第251集 | 2021-05-15 | 節水抗旱大作戰 後代接班 |
| 第252集 | 2021-09-04 | 活絡台灣藝術新契機 |
| 第253集 | 2021-09-18 | ＂翻轉後疫情時代＂ |
| 第254集 | 2021-09-25 | 隨時上場 全運會在新北 |
| 第255集 | 2021-10-16 | 翻轉惡地 從在地到國際 |
| 第256集 | 2021-10-23 | 榮耀傳藝金曲獎 |
| 第257集 | 2021-12-04 | ＂深耕台灣 榮耀金商＂ |
| 第258集 | 2021-12-05 | ＂築夢臺中 就業創業成真 ＂ |
| 第259集 | 2022-01-01 | ＂國際蘭馨100 永續傳承＂ |
| 第260集 | 2022-02-26 | 小城市大創新 |
| 第261集 | 2022-06-25 | 跨越120年 東吳永續創新 |
| 第262集 | 2022-08-06 | 幸福臺北好厝邊 |
| 第263集 | 2022-09-24 | 青創新經濟 竹縣領頭＂楊＂ |
| 第264集 | 2022-10-15 | 豆子埔溪不一樣 AI公園有＂魔力＂ |
| 第265集 | 2022-10-22 | 台中捷運一周年＂幕後團隊＂完成不可能任務.青年就業金安薪方案.青年一站式創業服務站.桃園更宜居！13個行政區各有不同特色公園.翻轉「俗」形象 高雄農會土產換新裝！ |
| 第266集 | 2022-11-05 | 溫暖友善南投長照建構安全網.南投有愛看見身心障礙需求.女力開發潛能南投推婦幼福利.南投縣府撐腰減輕青年返鄉負擔                                                 |
| 第267集 | 2022-11-12 | 第33屆傳藝金曲獎 榮耀共享 |
| 第268集 | 2022-11-19 | 玩出學習力 宜蘭教育紮根 |
| 第269集 | 2022-12-03 | 百年子弟戲 林口傳遞觀音信仰 |
| 第270集 | 2022-12-17 | 世界級「唐獎」十年卓越永續 |
| 第271集 | 2022-12-24 | 縱谷展新意 農村再生接地氣 |
| 第272集 | 2023-01-14 | 偏鄉送愛 使命必達 |
| 第273集 | 2023-02-04 | 台下十年功 挑戰無極限 |
| 第274集 | 2023-02-18 | 綠能潛規則？光電VS生態 |
| 第275集 | 2023-03-04 | 食農教育 高雄領航 |
| 第276集 | 2023-03-18 | 蛋蛋哀愁 全台鬧蛋荒 |
| 第277集 | 2023-04-01 | 自辦重劃 創造多贏 |
| 第278集 | 2023-04-08 | 世紀之症 忘了我是誰？ |
| 第279集 | 2023-04-15 | 生命鬥士 突破逆境 |
| 第280集 | 2023-04-22 | 電價漲.不缺電？能源政策的真相 |
| 第281集 | 2023-04-29 | 返鄉經濟學 改變這塊土地 |
| 第282集 | 2023-05-06 | 行人地獄 危機四伏 |
| 第283集 | 2023-05-13 | 新台灣人 兩岸體驗 |
| 第284集 | 2023-05-20 | 水哪去了 抗漏大作戰 |
| 第285集 | 2023-05-27 | 揭密YTR 衝百萬人氣 |
| 第286集 | 2023-06-03 | ECFA毒藥？解藥？、疫後觀光苦撐待變 |
| 第287集 | 2023-06-10 | 遷村卡關 大林蒲恐吼、你住的土地不是你的？ |
| 第288集 | 2023-06-17 | 詐騙王國追源頭 |
| 第289集 | 2023-06-24 | 再生醫療下一個高端？、最大缺藥潮政府做了什麼？、巴氏量表存廢浮檯面、長照悲歌弱勢隱忍辛酸                                                                    |
| 第290集 | 2023-07-01 | 形同廢死 普世目標？ |
| 第291集 | 2023-07-08 | 風口浪尖 四接衝擊能源、減碳淨零核能新選擇 |
| 第292集 | 2023-07-15 | 機車王國危機四伏、機車革命黑手變綠手、沙灘飆速開單了事？、電動代步車險象環生                                                                                |
| 第293集 | 2023-07-22 | 餵藥風波烏龍一場、兒童行安危機四伏 |
| 第294集 | 2023-07-29 | 善的循環人生避風港 |
| 第295集 | 2023-08-05 | 光電蔓延消失中的農地 |
| 第296集 | 2023-08-12 | 教育平權 錢花在刀口？ |
| 第297集 | 2023-08-19 | 都更圓夢 最後一哩路 |
| 第298集 | 2023-08-26 | 全年休耕 無雨問蒼天、溯源真偽一起找茶 |
| 第299集 | 2023-09-02 | 酪農轉型生存保衛戰 |
| 第300集 | 2023-09-09 | 世界No.1冠軍在台灣 |
| 第301集 | 2023-09-16 | 921省思災戶何辜？ |
| 第302集 | 2023-09-23 | 與猴共鳴 速度vs.激情、人本交通 還我路權、科技執法 民怨搶錢                                                                                                  |
| 第303集 | 2023-09-30 | 前瞻撒幣錢花在刀口？ |
| 第304集 | 2023-10-07 | 與海的距離熟悉又陌生、漁港升級要5毛給1塊？ |
| 第305集 | 2023-10-14 | 進口蛋風暴蛋價回不去？ |
| 第306集 | 2023-10-21 | 營養午餐誰來把關、雙語政策兩頭空？ |
| 第307集 | 2023-10-28 | 第34屆傳藝金曲 星光熠熠共享榮耀時刻 |
| 第308集 | 2023-11-04 | 幸福桃園 安心婦幼 |
| 第309集 | 2023-11-11 | 美濃野蓮 綠金奇蹟 |
| 第310集 | 2023-12-09 | 暢遊洄瀾 永續旅行（花蓮） |
| 第311集 | 2023-12-23 | 百年臺南 幸福府城 |
| 第312集 | 2023-12-30 | 108課綱 教育亂象 |
| 第313集 | 2024-01-20 | ECFA中止 台灣困境 |
| 第314集 | 2024-02-24 | 台電虧損 電價大漲 |
| 第315集 | 2024-03-02 | 趣桃園 FUN鬆玩 |
| 第316集 | 2024-03-09 | 禁團令 懲罰誰 |
| 第317集 | 2024-03-23 | 越後湯澤 滑雪大揭秘 |
| 第318集 | 2024-04-06 | 社安漏洞 |
| 第319集 | 2024-04-20 | 電價漲 通膨升 |
| 第320集 | 2024-05-04 | 防災都更 刻不容緩 |
| 第321集 | 2024-05-18 | 長照路 大盤點 |
| 第322集 | 2024-06-01 | 詐騙手法 大揭密 |
| 第323集 | 2024-06-15 | 消防英雄 代價沉重 |
| 第324集 | 2024-06-29 | 缺醫護 關床潮 |
| 第325集 | 2024-07-27 | 再生醫療 癌症希望？ |
| 第326集 | 2024-08-10 | 兒少法 保護誰？ |
| 第327集 | 2024-08-17 | 小城市大創新 |
| 第328集 | 2024-08-24 | 前瞻舉債 造福後代？ |
| 第329集 | 2024-09-07 | 原廠迷思學名無差？/預防失智影像判讀？ |
| 第330集 | 2024-09-21 | 傳藝金曲 閃耀榮光 |
| 第331集 | 2024-09-28 | 新青安 限貸令？ |
| 第332集 | 2024-10-12 | 國土計畫 功能失靈？ |
| 第333集 | 2024-10-19 | 環保AI科技 桃園智慧城 |
| 第334集 | 2024-10-26 | 死刑合憲實質廢死？/兒少關懷教罰並重？ |
| 第335集 | 2024-11-09 | 台灣缺電 火力支援？ |
| 第336集 | 2024-11-23 | 無核電 碳焦慮！ |
| 第337集 | 2024-12-07 | 波波醫 爭議再起 |
| 第338集 | 2024-12-14 | 零碳翻轉新北先行/英雄點將新北捷運/地熱開發綠能未來？ |
| 第339集 | 2024-12-21 | 幸福企業 成就無限 |
| 第340集 | 2025-01-04 | 108課綱 軍備競賽？ |
| 第341集 | 2025-01-11 | 醫美要知道麻醉不輕忽/苗栗陶藝薪傳永續 |
| 第342集 | 2025-02-08 | 80歲免評 長照解方？！ |
| 第343集 | 2025-02-15 | 打詐阻詐 全民防詐 |
| 第344集 | 2025-03-01 | 老老照顧長照課題/人生再起銀光閃閃/教育創新AI自主 |
| 第345集 | 2025-03-15 | 居住學歷政策轉彎？/離婚修法捍衛權益 |
| 第346集 | 2025-03-29 | 健保分級 醫療轉診 |
| 第347集 | 2025-04-19 | 台電虧損 缺電危機？ |
| 第348集 | 2025-05-03 | 對等關税重創出口？/雲林好神氣 北港藝閣文化特展 |
| 第349集 | 2025-05-17 | 非核家園 能源轉型 |
| 第350集 | 2025-05-31 | 孝親感恩 愛要及時(1) |
| 第351集 | 2025-06-14 | 高齡駕駛道安隱憂？/駕駛荒 找解方 |
| 第352集 | 2025-06-28 | 感恩孝親 愛要及時(2) |
| 第353集 | 2025-07-12 | 記不住？愛還在！ |
| 第354集 | 2025-08-02 | 感恩孝親 愛要及時(3) |
| 第355集 | 2025-08-16 | 金豆投資？詐騙陷阱！/萬物可貸？詐騙陷阱！/詐騙人設 破解套路！                                                                                               |

## 特別節目
2021年，中視與朝日電視台合作拍攝日本東北地方311大地震10週年災區復興現況，放在《60分鐘》播出。
| 第01集 | 2021-01-02 | 日本311震十週年 岩手「日台之絆」師生獻唱謝台灣 |
| 第02集 | 2021-01-09 | 日本東北樂遊趣 台網紅踏印岩手秘境              |
| 第03集 | 2021-01-16 | 日本東北樂遊趣 市民的廚房仙台朝市              |
| 第04集 | 2021-01-23 | 日本東北樂遊趣 宮城「鳴子峽」賞楓泡湯          |
| 第05集 | 2021-01-30 | 日本東北樂遊趣 福島版合掌村大內宿              |
| 第06集 | 2021-02-06 | 日本東北樂遊趣 探火山湖、夢幻四色沼            |
| 第07集 | 2021-11-06 | 日東北旅遊趣 台疫後大特搜                      |
| 第08集 | 2021-11-13 | 日東北旅遊趣 限量版哥吉拉鐵壺、嘗台味筍乾      |
| 第09集 | 2021-11-20 | 日東北旅遊趣 嘗仙台毛豆奶昔、巨無霸刈包        |
| 第10集 | 2021-11-27 | 日東北旅遊趣 宮城自行車之旅、手拉坏體驗        |
| 第11集 | 2021-12-04 | 日東北旅遊趣 來去宮城體驗傳統漁法              |
| 第12集 | 2021-12-11 | 東北旅遊趣！ “日版嘉明湖”在福島 嘗巨無霸水蜜桃 |
| 第13集 | 2022-12-04 | 台日疫後大解封 東北三縣玩很大《宮城篇》        |
| 第14集 | 2022-12-11 | 台日疫後大解封 東北三縣玩很大《岩手篇》        |
| 第15集 | 2022-12-17 | 台日疫後大解封 東北三縣玩很大《福島篇》        |

## 製作團隊
- 監製：彭愛佳
- 編審：張騄遠
- 製作人：蕭惠文
- 製作群：黃明君、周天翔、王智文、藍皓民、蕭惠文、朱允嘉、俞聖行、楊世旭、張召朋
- 執行製作：陳妍鴒
- 技術指導：彭雲禎、吳宜珊、軒立儒、黃文頡、張祐齊
- 攝影：鄭諒、陳一正、鄭凱文、廖彬鈔、莊瑞章
- 音控：謝侑霖、陳思皓
- 視覺指導：孫中傑
- 後製作：羅肇助、宋曉丹、黃瓊玉、嚴若瑀、郭筱妍
- 動畫：中視視覺組
- 助理導播：徐元志、唐佳羽、陳洧方、任巧勤、曾憲威、林文欣、陳怡安、周高敬
- 導播：沈必謙、趙芳宜、林聖芬、蔡東達
- 造型團隊：伊林娛樂
- 監製公司：中國電視公司

## 外部連結
- 中視《60分鐘》（第二代版本）的Facebook專頁